# PlayStation Portable

Logo konsoli

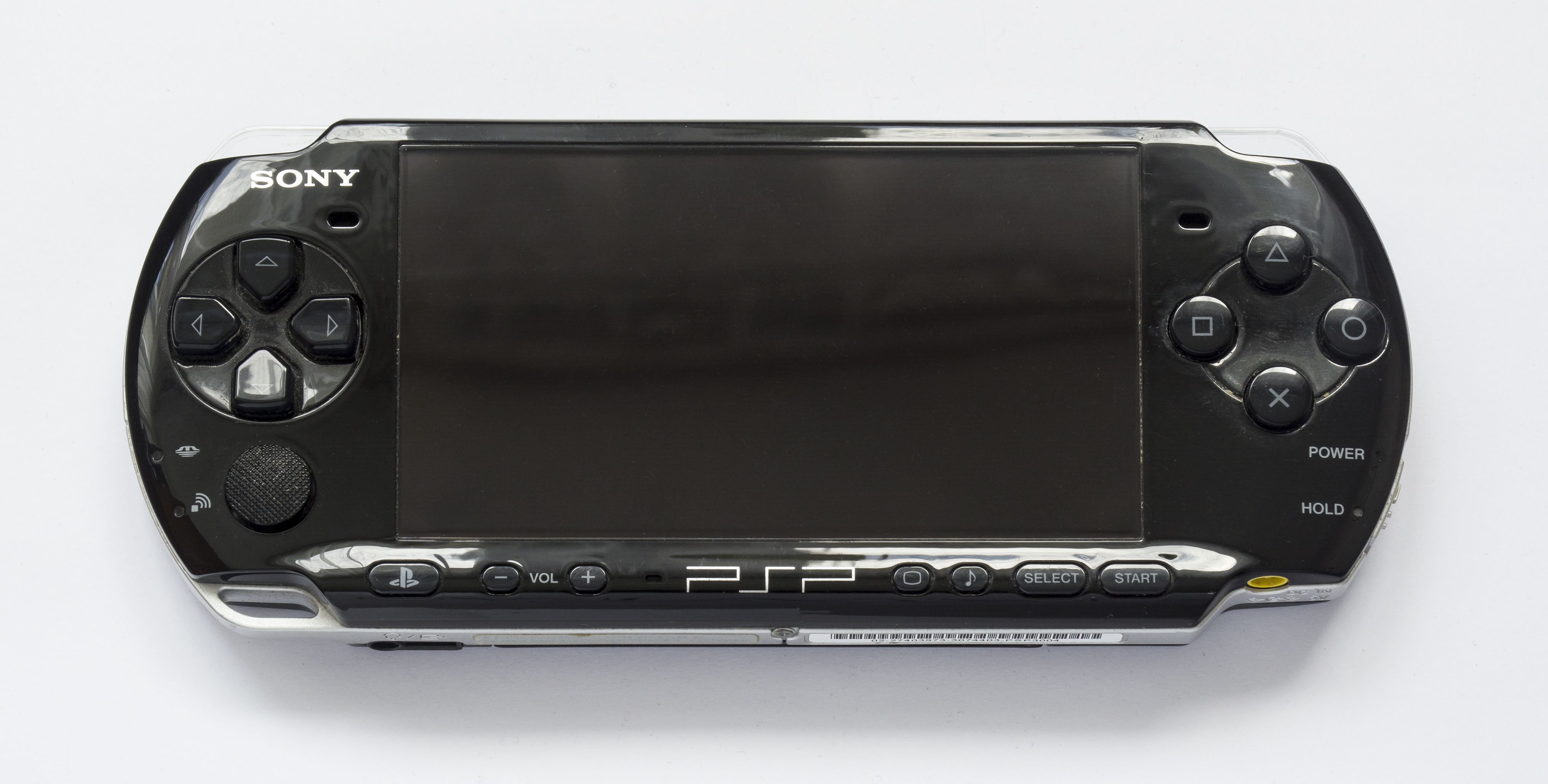
Konsola PSP-3000

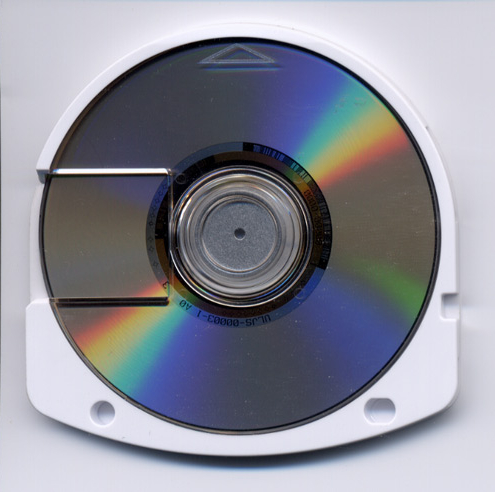
Nośnik danych – dysk UMD

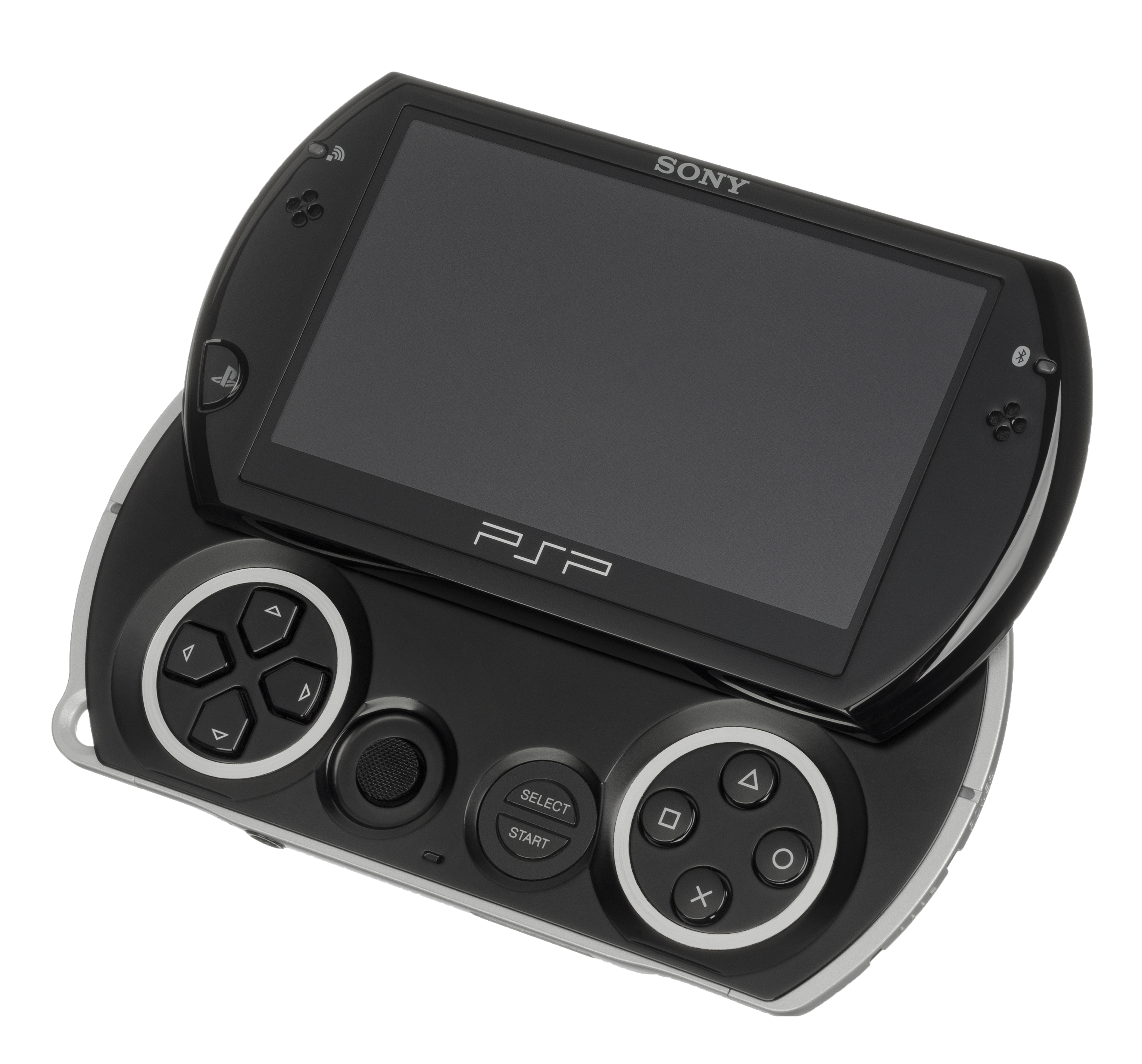
PlayStation Portable GO

PlayStation Portable (oficjalny skrót: PSP) – przenośna konsola gier wideo produkowana i sprzedawana przez Sony Computer Entertainment. Po raz pierwszy o pracach nad konsolą wspomniano na E3 2003, a pierwsza jej odsłona miała miejsce 11 maja 2004 na konferencji prasowej Sony przed E3 2004. Urządzenie miało premierę w Japonii 12 grudnia 2004, w Ameryce Północnej 24 marca 2005, w Australii i Nowej Zelandii, Europie, Afryce, oraz Azji, 1 września 2005.
PlayStation Portable jest jedyną podręczną konsolą gier wideo wykorzystującą format dysków optycznych, Universal Media Disc (UMD), jako główny nośnik danych. Innymi wyróżniającymi cechami konsoli są duży ekran, duże możliwości multimedialne i możliwość połączenia z PlayStation 3, innymi PSP i Internetem.
Konsola PSP ma większą moc obliczeniową i szersze możliwości multimedialne niż jej konkurent Nintendo DS. Po wydaniu we wczesnej fazie sierpnia 2007 przebudowanej, węższej i lżejszej (ang. slimmer and lighter) wersji PlayStation Portable nazwanej „Slim and Lite” (dalej w artykule: S&L) sprzedaż w październiku wzrosła czterokrotnie w Wielkiej Brytanii i zwiększyła się blisko dwukrotnie w Ameryce Północnej.

## Opis
Urządzenie ma wymiary 170 × 74 mm × 23 mm i waży 280 g. Konsola wyposażona jest w ekran TFT LCD formatu 16:9 o wielkości 4,3 cala, wyświetlający obraz o rozdzielczości 480 × 272 pikseli w trybie true color (ok. 16,7 mln kolorów).
Urządzenie obsługuje procesor wykonany w technologii RISC taktowany z prędkością 333 Mhz. Zawarto w nim 32 MB (S&L: 64 MB) pamięci operacyjnej typu DRAM oraz 4 MB typu GDRAM przeznaczonej jako pamięć graficzna.
Konsola ma głośniki stereo oraz wyjście słuchawkowe minijack (S&L umożliwia podłączenie zewnętrznego wyświetlacza). Dodatkowo PSP ma wbudowany port USB 2.0 oraz moduł bezprzewodowej sieci lokalnej w standardzie IEEE 802.11. Wersja klasyczna konsoli ma port IrDA, którego brakuje w wersjach późniejszych.
Dane pobrane za pomocą portu USB lub z sieci mogą być zapisane na kartach pamięci Sony Memory Stick: Duo (do 4 GB), Duo PRO (do 16 GB). Konsola umożliwia odtwarzanie dysków UMD (do 1,8 GB).
PSP zasilane za pomocą baterii litowo-jonowej o pojemności 1800 mAh lub 2200 mAh 3,6 V (S&L: 1200 mAh).
- Procesor: Sony Media Engine CXD2962GG
- 32-bitowy rdzeń MIPS R4000 taktowany zegarem 333 MHz[21]
- 128-bitowa szyna danych
- Prędkość obliczeniowa: 2,6 GFLOPS
- Pamięć:
- 32 MB pamięci RAM[21]
- Układ graficzny:
- Silnik teksturujący:
- Taktowany zegarem 166 MHz
- Napięcie: 0.8-1.2V
- Wydajność 3.2 GFLOPS
- 1-166 MHz 0.8-1.2V 3.2GFlops
- 2 MB eDRAM 5.6GB/sec
- Tekstury: 16x16,32x32,64x64,128x128,256x256,512x512,1024x1024,2048x2048
- 650Tekseli/sec
- Silnik renderujący:
- Taktowany zegarem 166 MHz
- Napięcie: 0.8-1.2V
- Wydajność: 3.2GFLOPS
- 2 MB eDRAM 5.6GB/sec
- 664MPixeli/sec
- 33 poligonów/sec
- 24-bitowa głębia kolorów
- rozdzielczość 480x272 (ekran konsoli)[21]

## Funkcjonalność
Oprócz odtwarzania gier zawartych na dyskach UMD (możliwe jest również odtwarzanie ich z kart pamięci po wcześniejszym zakupieniu w sieci PlayStation Store lub po odpowiedniej modyfikacji oprogramowania) konsola umożliwia odtwarzanie wielu multimediów:
- muzyki (w formatach MP3, ATRAC3, ATRAC3plus, AAC, WAV i WMA; tak z kart pamięci, jak i dysków UMD Audio),
- filmów (w formatach MP4, ACC, MPEG-4, H.264/MPEG-4 AVC, AVI i Motion JPEG; z kart pamięci, jak i UMD),
- zdjęć (w formatach JPEG, GIF, BMP, PNG i TIFF; z kart pamięci).

Dodatkowo oferuje ona dostęp do Internetu przez moduł bezprzewodowy Wi-Fi za pomocą przeglądarki NetFront.

### Wyjście telewizyjne
Konsola w wersji Slim & Lite pozwala na podłączenie zewnętrznego ekranu jednym z poniższych łączy
- kompozytowego – 1×cinch (obraz) + 2×cinch (dźwięk stereo)
- S-Video – 1×mini-DIN + 2×cinch (dźwięk stereo)
- komponentowego – 3×cinch (sygnały składowe obrazu) + 2×cinch (dźwięk stereo)

W modelach PSP-2000 tylko połączenie komponentowe umożliwia wyświetlanie gier, gdyż tylko ono pozwala na przesłanie sygnału w trybie progresywnym. Pozostałe funkcje konsoli są dostępne przy każdym z powyższych połączeń.
Model PSP-3000 pozwala na wyświetlanie gier również przy pomocy kabla kompozytowego.

## Porównanie
Konsola ukazała się w pięciu wersjach. Pierwszym wydaniem było PSP-1000 (pierwsze wydanie zwane Fat, posiadające oznaczenia PSP-100x). Następna wersja, PSP-2000 (oznaczenia PSP-200x) została nazwana Slim & Lite. Trzecią w kolejności wersją było PSP-3000 (oznaczenie PSP-300x), nazwana Brite, ze względu na ulepszony ekran LCD. Czwartą wydaną wersją została PSP Go – konsola skierowana wyłącznie na dystrybucję cyfrową, ze względu na 16 GB wbudowanej pamięci i brak napędu UMD. PSP Go było znacznie mniejsze, lżejsze i cieńsze, ze względu na brak napędu optycznego. PSP Go otrzymało nieco inne oznaczenie (PSP-N100x), ze względu na to, że była to nie następna wersja a jedynie dodatkowy produkt z rodziny PSP. Piątą, ostatnią wersją było PSP Street – ekonomiczna wersja konsoli. Miała ona oznaczenie PSP-E100x.